# Зайцев Василь Олександрович
Васи́ль Олекса́ндрович За́йцев (рос. Василий Александрович Зайцев; 10 січня 1911 — 19 травня 1961) — радянський військовий льотчик-винищувач, учасник Другої світової війни, полковник. Двічі Герой Радянського Союзу (1942, 1943).

## Біографія
Народився 10 січня 1911 року в селі Семибратське (нині Коломенський район Московської області) в селянській родині. Росіянин. Член ВКП(б) з 1932 року.
У лавах РСЧА з 1932 року. У 1933 році закінчив Луганську військову авіаційну школу пілотів, у 1936 році — курси удосконалення командирів авіаційних ланок у Борисоглєбську. У 1938 році командував авіаланкою в 2-й Борисоглєбській військовій авіаційній школі льотчиків імені В. П. Чкалова. З 1939 року — в 42-у винищувальному авіаційному полку (Великі Луки).
Учасник німецько-радянської війни з червня 1941 року.
Командував ескадрильєю, згодом став заступником командира — штурманом 129-го винищувального авіаційного полку 47-ї змішаної авіаційної дивізії ВПС Західного і Калінінського фронтів. У грудні 1941 року за видатні бойові успіхи полк був перетворений у 5-й гвардійський винищувальний авіаційний полк.
З вересня 1942 року — командир 5-го гвардійського винищувального авіаційного полку (207-а винищувальна авіаційна дивізія, 3-й змішаний авіаційний корпус, 17-а повітряна армія, Південно-Західний, 3-й і 1-й Українські фронти).
Наприкінці 1943 року, під час перельоту на прифронтовий аеродром на неозброєному літаку зв'язку По-2 був атакований двома винищувачами супротивника. Майстерно уникнувши обстрілу, при заході на посадку літак перевернувся й В. О. Зайцев отримав важкі травми. Тривалий час перебував у шпиталі. З березня 1944 року — заступник командира 11-ї гвардійської винищувальної авіаційної дивізії. З 24 квітня 1945 року — заступник командира 2-го гвардійського штурмового авіаційного корпусу.
Всього за роки війни здійснив 427 бойових вильотів, у 163 повітряних боях збив особисто 34 та у складі групи — 19 літаків супротивника.
По закінченні війни продовжував військову службу, але 2 жовтня 1045 року у місті Брно потрапив у автомобільну катастрофу, внаслідок чого отримав важкі ушкодження й був визнаний непридатним до льотної служби. У серпні 1946 року звільнений у запас за станом здоров'я.
Мешкав у місті Коломна Московської області. Працював начальником місцевого аероклубу, директором заводу.
Помер 19 травня 1961 року. Похований на Старому цвинтарі Коломни.

## Нагороди
Указом Президії Верховної Ради СРСР від 5 травня 1942 року за бойові подвиги та виявлені мужність і відвагу, гвардії майору Зайцеву Василю Олександровичу присвоєне звання Героя Радянського Союзу з врученням ордена Леніна і медалі «Золота Зірка» (№ 576).
Указом Президії Верховної Ради СРСР від 24 серпня 1943 року за нові бойові подвиги гвардії майор Зайцев Василь Олександрович нагороджений другою медаллю «Золота Зірка» (№ 11/ІІ).
Також нагороджений трьома орденами Червоного Прапора (03.11.1941, 28.03.1943, 18.05.1945), орденами Богдана Хмельницького 2-го ступеня (04.06.1945), Вітчизняної війни 1-го ступеня (16.10.1944), медалями.

## Пам'ять
Бронзове погруддя В. О. Зайцева встановлено у місті Коломна Московської області.
На будівлях аероклубу й заводу імені В. В. Куйбишева встановлені меморіальні дошки.